# Culturgest
A Culturgest – Fundação Caixa Geral de Depósitos dedica-se à criação contemporânea, apresentando uma programação regular nas áreas das artes performativas, da música, das artes visuais, do cinema e do pensamento contemporâneo. Dirige-se a um público alargado — incluindo o público escolar, as crianças e os jovens — convidando-o a usufruir de uma programação nacional e internacional de qualidade e a participar em atividades culturais atraentes e enriquecedores.

## Historial
A Culturgest abriu as portas em Outubro de 1993 e desenvolve, desde então, um papel significativo no desenvolvimento do tecido artístico da cidade e do país. Acompanha a carreira de encenadores e coreógrafos, produzindo novas criações e apresentando-as a um público diversificado, encomenda obras a artistas visuais, organizando exposições individuais e coletivas, realiza concertos de música de todos os géneros e apoia e acolhe os maiores festivais de cinema da cidade. Este programa é complementado com conferências e debates e uma oferta diversificada de oficinas, visitas guiadas, encontros e espetáculos para escolas e famílias. E tudo isso com um olhar atento aos desenvolvimentos nacionais e internacionais.
A Culturgest é uma fundação de direito privado, instituída pela Caixa Geral de Depósitos, a maior instituição bancária do país, detida pelo Estado Português. Dela, recebe uma dotação anual e a disponibilidade das instalações que utiliza para desenvolver as suas atividades.
A Culturgest colabora ativamente com organizações e instituições culturais, festivais, escolas e faculdades, empresas, organizações da sociedade civil e instituições governamentais. Insere-se igualmente em várias redes formais e informais de programação e coprodução internacionais nos seus domínios de atuação. 

### Espaços / Atividades

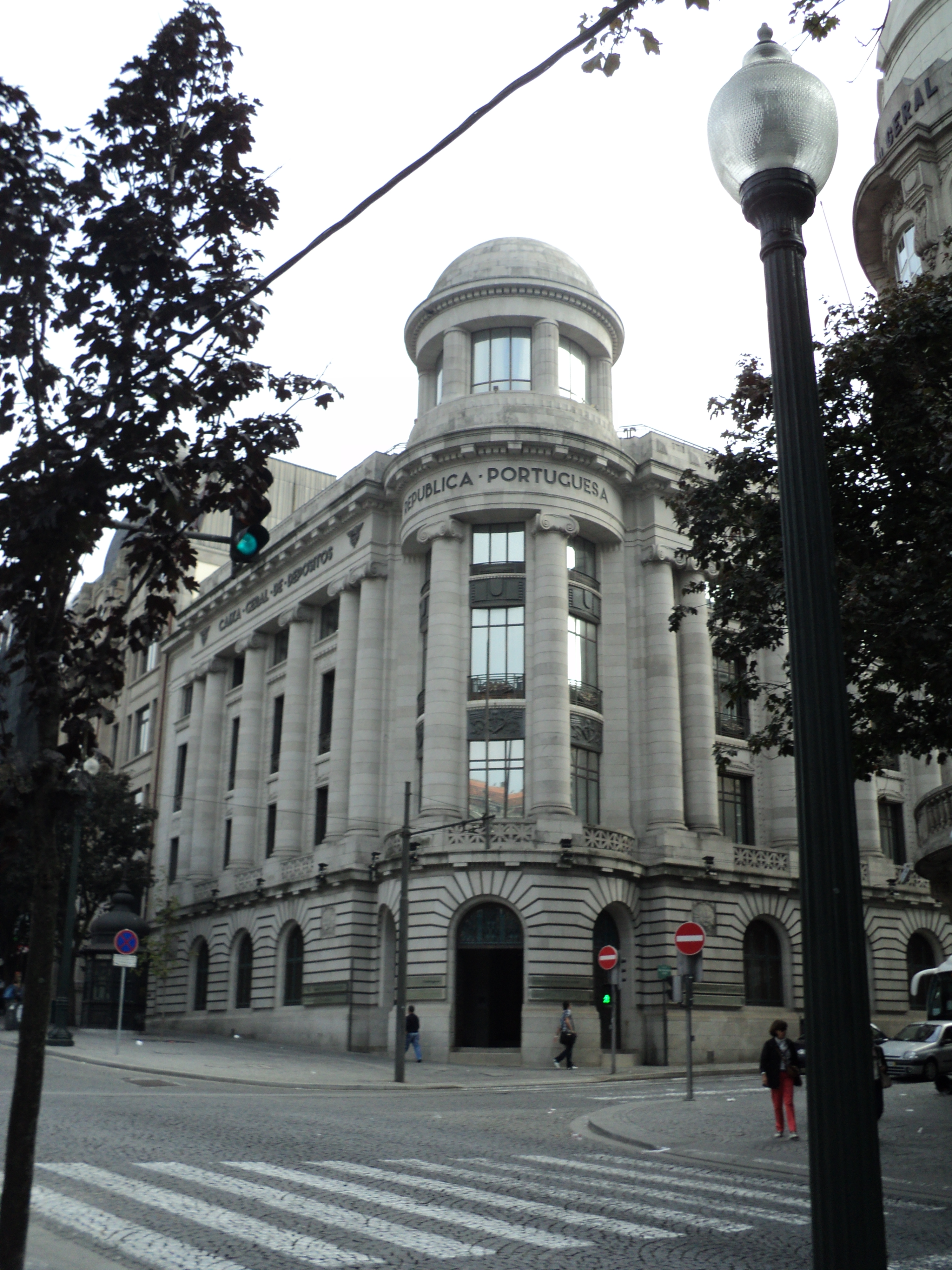
Culturgest, Av. dos Aliados, Porto

No Edifício Sede da CGD a Culturgest dispõe de dois auditórios, um com 616 lugares e outro com 147, seis salas de reuniões e duas galerias de exposições. Paralelamente à sua atividade principal, a Culturgest acolhe nas suas instalações eventos diversificados como congressos (nacionais e internacionais), colóquios, reuniões de vários tipos, lançamentos de produtos, etc.. A partir de 2002 foi afeto à Culturgest um espaço pertencente à antiga sede da CGD no Porto (Avenida dos Aliados), onde têm sido apresentadas exposições de arte contemporânea e concertos de música.

### Coleção CGD
Iniciada em 1983, a Coleção da Caixa Geral de Depósitos conta com mais de 1700 peças de artistas, sobretudo portugueses, mas também brasileiros e africanos de expressão portuguesa. A coleção reúne obras de um conjunto de autores de relevo da história da arte portuguesa desde os anos de 1960. A partir de 2000 a Culturgest assumiu o encargo de fazer propostas de aquisição de obras para a coleção e, em 2006, foi-lhe atribuída a gestão dessa Coleção.

### Órgãos Sociais (-2017)
O Conselho de Administração da Fundação Caixa Geral de Depósitos – Culturgest teve como Presidente Álvaro José Barrigas do Nascimento e como vogais Miguel Lobo Antunes e Margarida Santos Ferraz.

### Órgãos Sociais (2017-)
O presente Conselho de Administração da Fundação Caixa Geral de Depósitos – Culturgest tem como presidente José Ramalho e como administradores Mark Deputter e Manuela Duro Teixeira.

## Programação Cultural
Desde a temporada 2018-2019, a programação cultural da Culturgest tem sido assegurada por Mark Deputter (artes performativas), Pedro Santos (música), Liliana Coutinho (debates) - que transitaram do Teatro Maria Matos -, Delfim Sardo (artes visuais) e Raquel Santos (crianças e jovens) - que transitaram da anterior equipa de programação.

## Programação (2018-)

### Artes Performativas
A programação da área das artes performativas - dança, teatro e performance - tem a autoria de Mark Deputter.
- Anne Teresa de Keersmaeker & Rosas, Amandine Byer & B'Rock Orchestra "Os Seis Concertos Brandeburgueses" (outubro 2018)[7]

### Música
A programação da música tem a autoria de Pedro Santos.
- Tim Hecker & The Konoyo Ensemble "Konoyo" (outubro 2018)[9]
- James Holden & The Animal Spirits "The Animal Spirits" (novembro 2018)[10][11][12]
- Midori Takada (novembro 2018)[13][14]
- Peter Evans & Orquestra Jazz Matosinhos "Perception Beyond Knowing" (novembro 2018)[15]
- Carlos "Zingaro" (abril 2022)[16]